# Danskere i krig
Danskere i krig er en dansk dokumentarserie i 4 afsnit fra 2009, der er instrueret af Karsten Kjær. Serien blev produceret af Freeport Film for DR og fokuserer på nogle af de danske soldater, der deltog i krigen i Afghanistan. Ved den efterfølgende udgivelse på dvd blev den suppleret med 14 optagelser fra Forsvarets egne fotografer.

## Afsnit
| # | Titel                     | Varighed | Første sendedag |
| --- | ------------------------- | -------- | --------------- |
| 1 | "Fra Danmark til fronten" | 29 min.  | 2009            |
| Historien om de danske soldater på farlig mission i Afghanistan. Efter en tårevædende afsked med kærester og familie i Danmark, tager de ud med livet som indsats. 23-årige Thor rejser med sit tigerdyr som maskot og håber at vende hjem uden ar på sjælen. Filmen følger soldaternes hverdag i Helmand-provinsen, i den farligste del af det krigshærgede land. |                           |          |                 |
| 2 | "I nærkamp med Taleban"   | 29 min.  | 2009            |
| Ricky svor inden han rejste fra Danmark, at han ikke ville slå nogen ihjel i krigen i Afghanistan. Nu har hans gruppe dræbt 11 talebanere, og snart vil de også selv miste en af deres krigskammerater på patrulje i den farligste del af Afghanistan. Danskerne kom for at hjælpe afghanerne, men vil det lykkes?                                                 |                           |          |                 |
| 3 | "Slaget ved Armadillo"    | 29 min.  | 2009            |
| Hver dag prøver Taleban at slå de danske soldater ihjel. Kompagnichefen John svarer hårdt igen og angriber med kampvogne, fly og raketter. Det udvikler sig til et stort slag ved fronten omkring Armadillo-basen. En 10-årig afghansk dreng bliver dræbt i krydsilden. Er det en guerillakrig, som ikke kan vindes med militær overmagt?                          |                           |          |                 |
| 4 | "De levende og de døde"   | 29 min.  | 2009            |
| Julen nærmer sig, og Kronprins Frederik kommer på uventet besøg ved fronten hos de danske soldater i den farligste del af Helmand-provinsen. Glæden over det kongelige besøg bliver kort - da fem danske soldater bliver dræbt. Efter seks måneder melder trætheden ved krigen sig, og soldaterne vil bare hjem til kærester og familien.                          |                           |          |                 |

### Korte optagelser
| # | Titel                         | Varighed | Første sendedag |
| --- | ----------------------------- | -------- | --------------- |
| | "Kampen om Musa Quala"        | 2 min.   |                 |
| 30 dage i august 2006 var danske soldater i kamp mod Taleban i den afghanske Helmandprovins. De bornholmske spejdere filmede selv begivenhederne.                                                         |                               |          |                 |
| | "Kampvogne klar i Helmand"    | 7 min.   |                 |
| Den danske kampvognsafdeling er nu i Camp Bastion. Her skal de tunge køretøjer støtte de danske soldater i Helmandprovinsen i Afghanistan.                                                                |                               |          |                 |
| | "Tina & Maria i Helmand"      | 3 min.   |                 |
| To kvindelige overkonstabler fortæller om at være kvinder i en kampzone. |                               |          |                 |
| | "Besøg i Gereshk"             | 3 min.   |                 |
| Dagligdagen vender så småt tilbage for de lokale afghanere i byen Gereshk i Helmandprovinsen. Danskerne hjælper afghanske kvinder i gang med egen virksomhed.                                             |                               |          |                 |
| | "Kampvogne i ilden"           | 1 min.   |                 |
| For første gang siden danske kampvogne ankom til Afghanistan, har de været i kamp. Denne gang i Helmandprovinsen.                                                                                         |                               |          |                 |
| | "Cimic i nyt erobret terræn"  | 1 min.   |                 |
| Da de første tropper tog ud på patrulje fra den nye Armadillo-base i Afghanistan, var officerer fra CIMIC med. Deres job er at skabe bånd til lokalbefolkningen - et såkaldt civilit-militært samarbejde. |                               |          |                 |
| | "Nyt hold i Green Zone"       | 3 min.   |                 |
| Udveksling af erfaringer er livsvigtigt for overgangen mellem de forskellige hold af danske ISAF-soldater i Helmand. Hold 5 har erfarne soldater fra tidligere hold med ud på patruljerne i Afghanistan.  |                               |          |                 |
| | "Aktion for strøm"            | 2 min.   |                 |
| De danske styrker i Afghanistan har sammen med andre ISAF-styrker netop været med til at afslutte en af de største operationer, siden krigen mod Taleban begyndte.                                        |                               |          |                 |
| | "Strategien virker i Helmand" | 3 min.   |                 |
| Den danske bataljon i Afghanistan følger en såkaldt blækklat-strategi, og den strategi er nu for alvor ved at give resultater. Taleban er tvunget tilbage og mister indflydelse.                          |                               |          |                 |
| | "Patrulje i Green Zone"       | 3 min.   |                 |
| Tredje deling fra Charlie-kompagniet i Armadillo er på patrulje i den grønne zone i Afghanistan. Turen går gennem et vådt vildnis af majsmarker, men ellers ånder alt fred og ro. Tilsyneladende.         |                               |          |                 |
| | "Overblik fra luften"         | 2 min.   |                 |
| I de fem måneder Fennec-helikopterne har været udstationerede i Afghanistans Helmandprovins, har de givet soldaterne på jorden god støtte. Om en måned vender de hjem til Danmark.[                       |                               |          |                 |
| | "Patrulje med stor effekt"    | 4 min.   |                 |
| Østsiden af Helmandfloden er berygtet for at være Taleban-land. Derfor var soldaterne fra Bravo-kompagniet positivt overraskede over den modtagelse, de fik på en patrulje i området.                     |                               |          |                 |
| | "Klar til kamp"               | 5 min.   |                 |
| Danske soldater i Afghanistan har lukket basen Attal. Nu lægger Charliekompagniet pres på Taleban ved hjælp af patruljer i området, og det går ikke stille for sig.                                       |                               |          |                 |
| | "Burkabold"                   | 2 min.   |                 |
| I det offentlige rum er afghanske kvinder ofte tildækkede og tavse. Sådan var det ikke, da et dansk CIMIC-team leverede fitness-udstyr til kvindecentret i byen Gereshk.                                  |                               |          |                 |